# Brigitte Giraud

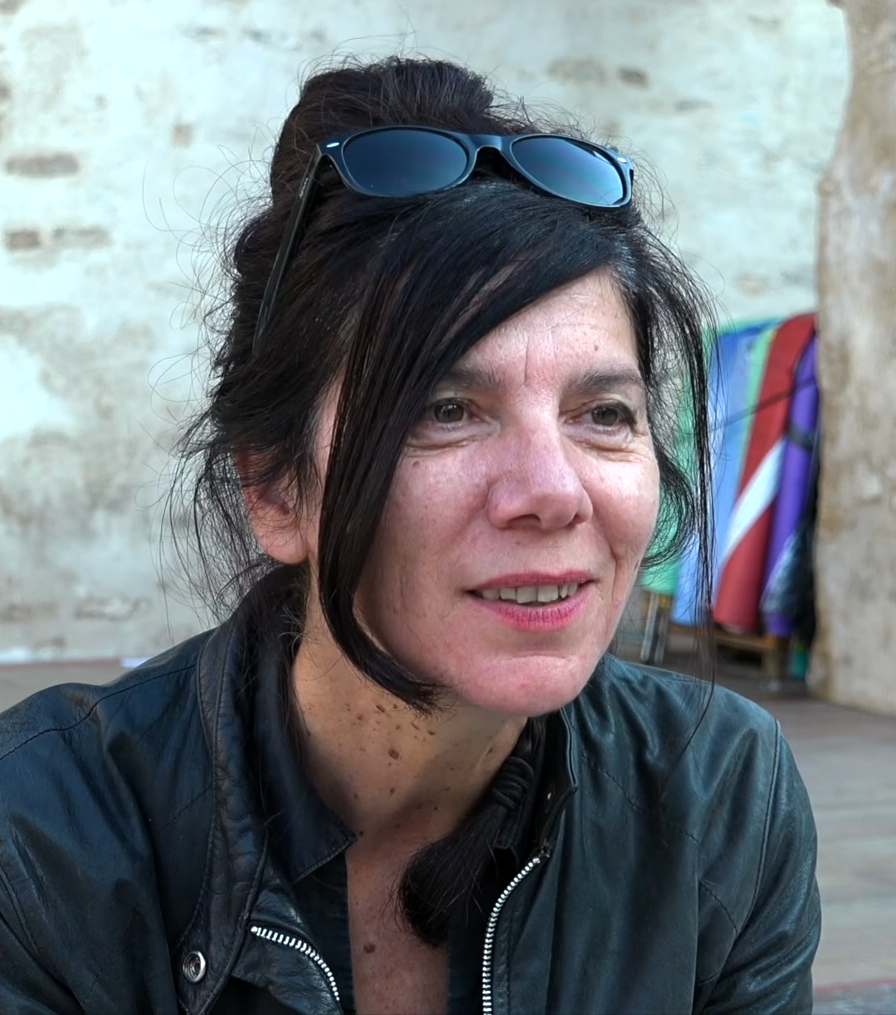
Brigitte Giraud (2017)

Brigitte Giraud (* 1960 in Sidi bel Abbès, Französisch-Algerien) ist eine französische Schriftstellerin.

## Leben
Während des Algerienkriegs 1960 in Algerien geboren, wuchs Giraud in Rillieux-la-Pape in Frankreich auf. Nach Kindheit und Jugend in den Banlieues von Lyon studierte sie Englisch und Deutsch und arbeitete als Buchhändlerin, Übersetzerin und Journalistin. Für eine Weile jobbte sie in jungen Jahren in Lübeck.
Bei ihrem langjährigen Pariser Verlag Éditions Stock gibt sie eine Literaturreihe namens La Forêt heraus, in der Werke von französischen Nachwuchsautoren wie Fabio Viscogliosi, Dominique A, Sébastien Berlendis, Mona Thomas, Carole Allamand, Karin Serres, Lionel Tran sowie Denis Michelis erschienen. In „ihrer“ Stadt Lyon hat sie unter anderem ein Literaturfestival namens „La Fête du livre de Bron“ auf die Beine gestellt. Ihr Roman Une année étrangère wurde 2013/14 vom Verlag Klett Sprachen als Schullektüre für den Französischunterricht in aufbereiteter Originalsprache herausgegeben. Inhaltlich erzählt sie darin vom Leben einer 17-jährigen Französin als Au-pair in Deutschland.
Für ihren Debütroman La chambre des parents (1997) erhielt sie den „Prix Littéraire des Étudiants“' sowie zwei Jahre später für Nico den „Prix Lettres frontière“. 2022 gewann sie für den autofiktionalen Roman Vivre Vite, in dem sie mit zwanzig Jahren Abstand nach Das Leben entzwei (2001) erneut die existentielle Dimension des Todes ihres Mannes bei einem Motorradunfall 1999 verarbeitet, den Prix Goncourt, den ältesten und bedeutendsten Literaturpreis Frankreichs.
Brigitte Giraud lebt und arbeitet in der Nähe der südfranzösischen Großstadt Lyon.

## Werke
- La chambre des parents. Roman, éditions Fayard 1997.
- L'Eternité, bien sûr. Texte, éditions Stock 1999.
- Nico. Roman, éditions Stock 1999.
- À présent. Roman, éditions Stock 2001.
  - Das Leben entzwei. Roman. Aus dem Französischen von Anne Braun, S. Fischer, Frankfurt am Main 2003, ISBN 978-3-10-024420-8.
- Marée noire. Roman, éditions Stock 2004 
  - Im Schatten der Wellen. Roman. Aus dem Französischen von Anne Braun, S. Fischer, Frankfurt am Main 2005, ISBN 978-3-10-024421-5.
- Des ortolans et puis rien. Gedichte, éditions Stock 2005.
- J'apprends. Roman, éditions Stock 2005.
- L'amour est très surestimé. Anthologie, éditions Stock 2007.
  - Die Liebe ist doch sehr überschätzt. Aus dem Französischen von Anne Braun, S. Fischer, Frankfurt am Main 2008, ISBN 978-3-10-024422-2.
- Une année étrangère. Roman, éditions Stock 2009.
  - Das fremde Jahr. Roman. Aus dem Französischen von Anne Braun, S. Fischer, Frankfurt am Main 2014, ISBN 978-3-596-18966-3.
- Pas d’inquiétude, Roman, éditions Stock, 2011.
- Avoir un corps. Roman, éditions Stock 2013.
  - Einen Körper haben. Roman. Aus dem Französischen von Anne Braun, S. Fischer, Frankfurt am Main 2016, ISBN 978-3-10-002445-9.
- Nous serons de héros. Roman, éditions Stock 2015.
- Le jour où Maud a sauté. Drama, éditions de L'Avant-Scène 2016, uraufgeführt im Januar 2017 im Pariser Théâtre des Mathurins.
- Un loup pour l’homme. Roman, Flammarion, 2017.
- Jour de courage, Roman, Flammarion, 2019.
- Porté disparu, Roman, l'école des loisirs, 2022.
- Vivre vite, Roman, Flammarion, 2022.
  - Schnell leben. Aus dem Französischen von Michael Kleeberg, Frankfurter Verlagsanstalt, Frankfurt am Main 2023, ISBN 978-3-627-00313-5.[5]

## Auszeichnungen
- Prix des étudiants 1997 für La Chambre des parents
- „Mention spéciale“ du Prix Wepler 2001 für À présent
- Prix Goncourt/Kurzgeschichte 2007 für L’amour est très surestimé
- Prix du jury Jean-Giono 2009 für Une année étrangère
- Shortlist des Prix Femina 2009 mit Une année étrangère
- Shortlist des Prix Médicis 2011 mit Pas d’inquiétude
- Shortlist des Prix Fémina 2015 mit Nous serons des héros
- Nominierung/Longlist beim Prix Goncourt 2017 mit Un loup pour l'homme
- Prix Goncourt 2022 für den Roman Vivre vite